# 牛津 (科羅拉多州)
牛津（英語：Oxford）是位於美國科羅拉多州拉普拉塔縣的一個非建制地區。該地的面積和人口皆未知。

## 地理
牛津的座標為37°10′08″N 107°42′51″W / 37.16889°N 107.71417°W，而該地的平均海拔高度為2012米（即6601英尺）。